# Criminal (serial telewizyjny)
Criminal – paneuropejski serial kryminalny realizowany na zlecenie platformy Netflix. Pierwsza seria, licząca łącznie 12 odcinków i składająca się z czterech równoległych, liczących po 3 odcinki, wariantów narodowych i językowych (Criminal: Francja, Criminal: Hiszpania, Criminal: Niemcy i Criminal: Wielka Brytania) została udostępniona abonentom Netfliksa w dniu 20 września 2019 r. Kolejne cztery odcinki, rozgrywające się wyłącznie w Wielkiej Brytanii, miały swoją premierę 16 września 2020 r. Twórcami koncepcji serialu są Brytyjczycy Jim Field Smith i George Kay.  

## Koncepcja i fabuła
W przeciwieństwie do większości seriali posiadających swoje lokalne wersje w różnych krajach, Criminal został zrealizowany z założeniem, iż widzowie nie będą oglądać tylko jednej z odsłon, lecz wszystkie. W związku z tym scenariusze każdego z odcinków pisane były osobno i od podstaw, a nie jako adaptacje historii zrealizowanych wcześniej w innym języku. Wszystkie wersje narodowe łączy natomiast ogólna koncepcja fabularna, w ramach której każdy odcinek rozgrywa się wyłącznie w policyjnym pokoju przesłuchań oraz sąsiednich pomieszczeniach i przedstawia przesłuchanie osoby podejrzanej o popełnienie przestępstwa przez zespół policjantów. 

## Produkcja
Choć każda wersja językowa ma własną obsadę, a częściowo także zespół kreatywny (reżyserzy, scenarzyści itd.), wszystkie odcinki z 2019 r. zostały zrealizowane na tym samym planie zdjęciowym, zbudowanym w hali filmowej w ośrodku produkcyjnym Ciudad de la Tele w Madrycie. W 2020 r., w którym zrealizowano wyłącznie "brytyjskie" odcinki, zdjęcia odbywały się w Shepperton Studios w Londynie. 

## Twórcy

### Francja
- Reżyser: Frédéric Mermoud
- Scenarzyści: Frédéric Mermoud, Mathieu Missoffe, Antonin Martin-Hilbert, George Kay
- Obsada:
  - Śledczy: Margot Bancilhon, Stéphane Jobert, Laurent Lucas, Mhamed Arezki, Anne Azoulay
  - Podejrzani: Sara Giraudeau, Nathalie Baye, Jérémie Renier

### Hiszpania
- Reżyser: Mariano Barroso
- Scenarzyści: Manuel Martín Cuenca, Alejandro Hernández
- Obsada:
  - Śledczy: José Ángel Egido, Emma Suárez, Jorge Bosch, María Morales, Álvaro Cervantes, Daniel Chamorro, Milo Taboada
  - Podejrzani: Carmen Machi, Inma Cuesta, Eduard Fernández
  - Obrońcy: Nuria Mencía, Javi Coll

### Niemcy
- Reżyser: Oliver Hirschbiegel
- Scenarzyści: Bernd Lange, Sebastian Heeg
- Obsada:
  - Śledczy: Eva Meckbach, Sylvester Groth, Florence Kasumba, Christian Kuchenbuch, Jonathan Berlin
  - Podejrzani: Peter Kurth, Deniz Arora, Nina Hoss
  - Obrońca: Christian Berkel

### Wielka Brytania
- Reżyser: Jim Field Smith
- Scenarzysta: George Kay
- Obsada: 
  - Śledczy: Nicholas Pinnock, Clare-Hope Ashitey, Isabella Laughland, Aymen Hamdouchi
  - Podejrzani:
    - Seria 1: David Tennant, Hayley Atwell, Youssef Kerkour
    - Seria 2: Sophie Okonedo, Kit Harington, Sharon Horgan, Kunal Nayyar

  - Obrońcy:
    - Seria 1: Lolita Chakrabarti, Mark Quartley, Kevin Eldon
    - Seria 2: Rakhee Thakrar, Amanda Drew, Jyuddah Jaymes, Annette Badland